# Volgré
Volgré ist eine Commune déléguée in der französischen Gemeinde Montholon mit 300 Einwohnern (Stand 1. Januar 2022) im Département Yonne in der Region Bourgogne-Franche-Comté (vor 2016 Bourgogne); sie gehört zum Arrondissement Auxerre.
Die Gemeinde Volgré wurde am 1. Januar 2017 mit Aillant-sur-Tholon, Champvallon und Villiers-sur-Tholon zur neuen Gemeinde (Commune nouvelle) Montholon zusammengeschlossen. Die Gemeinde gehörte zum Kanton Charny (bis 2015 Aillant-sur-Tholon).

## Geographie
Volgré liegt etwa 20 Kilometer nordwestlich von Auxerre. An der Ortschaft führt die Autoroute A6 vorbei.

## Bevölkerungsentwicklung
| Jahr                      | 1962 | 1968 | 1975 | 1982 | 1990 | 1999 | 2006 | 2013 |
| Einwohner                 | 224  | 222  | 212  | 238  | 260  | 315  | 320  | 353  |
| Quelle: Cassini und INSEE |      |      |      |      |      |      |      |      |

## Sehenswürdigkeiten

Kirche Saint-Claude-et-Sainte-Barbe

- Kirche Saint-Claude-et-Sainte-Barbe